# Декоратор (шаблон)
Декоратор (на английски: Decorator) е структурен шаблон за дизайн, който се използва в обектно-ориентираното програмиране.
Този шаблон може да бъде използван за разширяването на функционалността на опеределен клас по времето на изпълнение на програмата, като запазва интерфейса му. Той е много подходящ, когато се следва Принципът за еднолична отговорност, според който един клас трябва да е отговорен за една-единствена операция.

## Същност
Този вид шаблон може да се използва за добавяне на функционалност към определен обект динамично, без това да засяга другите инстанции на същия клас.
Това се постига чрез създаването на нов клас Декоратор (англ. wrapper-опаковка), който „обвива“ класа. Това лесно може да се представи с примера, “опаковане на подарък, слагане на подаръка в кутия, опаковане на кутията“. Създава се поредица от обекти, която започва с декоратор обектите, отговорни за новите функционалности, и завършва с оригиналния обект..

## Структура
Класовете и обектите, използвани при този модел са:
- Компонент (англ. Component) – интерфейсът на обектите, към които могат да се добавят допълнителни функционалности или качества динамично;
- Конкретен компонент (англ. ConcreteComponent) – обектът, към който ще се добавя нова функционалност;
- Декоратор (англ. Decorator) – пази референция към компонент обекта и създава интерфейса, който съвпада с този на компонента;
- Конкретен декоратор (англ. ConcreteDecorator) – прибавя нови функционалности към обекта[3];

Особеностите на декоратора (методи, свойства и други) обикновено се определят от интерфейса, който е еднакъв за декораторите и за декорираните обекти. В посочения пример Компонент класът е наследен едновременно от Конктерния компонент и от подкласовете на Декоратор класа (англ. ConcreteDecoratorA, англ. ConcreteDecoratorB).
Трябва да се отбележи, че декораторите и оригиналният обект имат общи свойства. В посочената диаграма примерният методdoThis() е достъпен и във вече декорираната, и в началната версия.
При този шаблон за дизайн няколко декоратора могат да бъдат използвани върху една инстанция на даден обект, като всеки от тях добавя нова функционалност.

## Основание за използване
Като пример, нека вземем прозореца (англ. window) в една
прозоречна система (англ.windowing system). За да се разреши скролирането
(англ. scrolling) през съдържанието на даден прозорец може да му се добави
хоризонтална или вертикална плъзгаща
лента (англ. scrollbar)  в зависимост от
прозореца. Нека приемем, че прозорците представляват инстанции (англ. instances)
oт Прозоръчния клас
(англ. Window class) и да приемем, че този клас няма функционалност (англ. functionality)
за добавяне на плъзгащи
ленти. В такъв случай, може да се създаде един подклас „ScrollingWindow” или „ScrollingWindowDecorator”
, който добавя тази
функционалност към вече съществуващия прозоречен обект (англ. Window
object). На този етап и двете решения ще свършат работа.
Сега, нека приемем, че също желаем да добавим рамка (англ. borders)
към този прозорец. Отново Прозоречният клас не поддържа такава функционалност. Подкласът „ ScrollingWindow”
представлява проблем,
защото ефективно създава нов вид прозорец. Ако трябва да се добави
функционалност за рамки на много прозорци, но не и на всички, трябва да се
създадат подкласове „WindowWithBorder” /прозорец с рамка/ и „ScrollingWindowWithBorder”
/прозорец с плъзгаща лента и рамка/. Проблемът се влошава с добавянето на всяко едно
допълнително свойство или прозоречен подтип. За декоративни решения трябва само
да се добави „BorderedWindowDecorator” /декоратор на прозоречните рамки/,
когато вече програмата е инициализирана (англ. runtime), може да се декорират
съществуващите прозорци със „ScrollingWindowDecorator” или „BorderedWindowDecorator”
, или и с двете, по
преценка. Забележете, че ако се изисква да се добави една функционалност към
всички прозорци, трябва само да се промени основния клас (англ. base
class) . От друга страна
, понякога / ако се използва външен софтуер (англ. framework)/ това е невъзможно да се направи,
непозволено е или в случая е неподходящо да се промени основният клас.
Пояснение – в предишния пример, класовете „SimpleWindow” и
„WindowDecorator” имплементират интерфейсът (англ. interface) на
„Window”,
което дефинира методите „draw()” и „getDescription()”, които са необходими в разиграния сценарий, за да се
декорира прозоречен контрол.

## Оценка
Декораторът е удобна алтернатива на наследяването. При наследяването добавянето на функционалност става при компилация и промените се отнасят за всички инстанции на оригиналния клас. Декораторът от своя страна добавя функционалност към даден обект динамично т.е по време на изпълнение на програмата, без да променя неговата структура.
Посочват се две главни предимства и два недостатъка на декоратор шаблона :
- Повече гъвкавост от колкото при статично наследяване. При някои обектно-ориентирани езици, създаването на класове по време на изпълнение е невъзможно и обикновено по време на компилация не може да се предвидят какви комбинации от нови функционалности ще са нужни. Това би означавало да се създава нов клас за всяка възможна комбинация. Това може да доведе до създаването на много класове и да усложни структурата на системата. Декораторите, от своя страна, са обекти, създадени по време на изпълнение на програмата и могат да се комбинират според всяка нужда.
- Избягва поставянето на прекалено много свойства в класовете, които са по-високо в йерархията. Декораторът, както вече беше споменато, прибавя нужните функционалности и съответно исканите комбинации. Вместо да се предвидят и поддържат всички свойства и характеристики чрез сложна поредица от отделни класове, може да се създаде обикновен клас, към който последователно да се добавят свойства чрез декоратор класовете. Така даденото приложение не се усложнява с особености, от които няма нужда.
- Декораторът и неговия компонент не са идентични. Декораторът е просто обвивка. От гледна точка на програмната логика, клас с добавен декоратор е различен от оригиналния клас. В този смисъл не може да се разчита на типа обект, когато се използват декоратори.
- Наличието на много малки обекти. Дизайн, който използва декоратор, често съдържа множество малки обекти, които изглеждат по един и същи начин. Тези обекти се различават по начина, по който са свързани помежду си, а не по класа им или по стойностите на техните променливи. Оттук идва и трудността при изучаването и разбирането им.

## Примери

### C#
Пример за Декоратор 
```
using
 
System
;

using
 
System.Collections.Generic
;

using
 
System.Text
;

class
 
DecoratorPatterns

{

	
// Decorator Pattern програмен шаблон за Декоратор – автор Judith Bishop Dec 2006

	
// Показва 2 декоратора и изводът от различни компбинации

	
// на декоратори върху основния компонент

	
interface
 
IComponent

	
{

		
string
 
Operation
 
();

	
}

	
class
 
Component
 
:
 
IComponent

	
{

		
public
 
string
 
Operation
 
()

		
{

			
return
 
"I am walking "
;
 
//Аз вървя

		
}

	
}

	
class
 
DecoratorA
 
:
 
IComponent

	
{

		
IComponent
 
component
;

		
public
 
DecoratorA
 
(
IComponent
 
c
 
)

		
{

			
component
 
=
 
c
;

		
}

		
public
 
string
 
Operation
 
()

		
{

			
string
 
s
 
=
 
component
.
Operation
 
();

			
s
 
+=
 
"and listening to Classic FM "
;
 
//и слушам радио Классик

			
return
 
s
;

		
}

	
}

	
class
 
DecoratorB
 
:
 
IComponent

	
{

		
IComponent
 
component
;

		
public
 
string
 
addedState
 
=
 
"past the Coffee Shop "
;
 
//вече съм минал покрай кафето

		
public
 
DecoratorB
 
(
IComponent
 
c
 
)

		
{

			
component
 
=
 
c
;

		
}

		
public
 
string
 
Operation
 
()

		
{

			
string
 
s
 
=
 
component
.
Operation
 
();

			
s
 
+=
 
"to school "
;
 
//към училище

			
return
 
s
;

		
}

		
public
 
string
 
AddedBehavior
 
()
 
//прибавено поведение

		
{

			
return
 
"and I bought a cappuccino "
;
 
//и си купих капучино

		
}

	
}
 
//eof class

	
class
 
Client

	
{

		
static
 
void
 
Display
 
(
string
 
s
,
 
IComponent
 
c
 
)

		
{

			
Console
.
WriteLine
 
(
s
 
+
 
c
.
Operation
 
()
 
);

		
}
 
//eof method

		
static
 
void
 
Main
 
()

		
{

			
Console
.
WriteLine
 
(
"Decorator Pattern\n"
 
);

			
IComponent
 
component
 
=
 
new
 
Component
 
();

			
Display
 
(
"1. Basic component: "
,
 
component
 
);

			
Display
 
(
"2. A-decorated : "
,
 
new
 
DecoratorA
 
(
component
 
)
 
);

			
Console
.
ReadLine
 
();
 
//изчакай удар по конзолата от потребителя

			
Display
 
(
"3. B-decorated : "
,
 
new
 
DecoratorB
 
(
component
 
)
 
);

			
Console
.
ReadLine
 
();

			
Display
 
(
"4. B-A-decorated : "
,
 
new
 
DecoratorB
 
(
new
 
DecoratorA
 
(
component
 
)
 
)
 
);

			
// Explicit DecoratorB

			
Console
.
ReadLine
 
();

			
DecoratorB
 
b
 
=
 
new
 
DecoratorB
 
(
new
 
Component
 
()
 
);

			
Display
 
(
"5. A-B-decorated : "
,
 
new
 
DecoratorA
 
(
b
 
)
 
);

			
// Invoking its added state and added behavior

			
Console
.
WriteLine
 
(
"\t\t\t"
 
+
 
b
.
addedState
 
+
 
b
.
AddedBehavior
 
()
 
);

			
Console
.
ReadLine
 
();

		
}
 
//eof Main

	
}
 
//eof class Client

}
 
//eof class DecoratorPatterns

/*
 
Output
 
---
 
изводът
 
на
 
информация
 
по
 
конзолният
 
прозорец

Decorator
 
Pattern

1.
 
Basic
 
component
:
 
I
 
am
 
walking

2.
 
A
-
decorated
 
:
 
I
 
am
 
walking
 
and
 
listening
 
to
 
Classic
 
FM
 
-

3.
 
B
-
decorated
 
:
 
I
 
am
 
walking
 
to
 
school

4.
 
B
-
A
-
decorated
 
:
 
I
 
am
 
walking
 
and
 
listening
 
to
 
Classic
 
FM
 
to
 
school

5.
 
A
-
B
-
decorated
 
:
 
I
 
am
 
walking
 
to
 
school
 
and
 
listening
 
to
 
Classic
 
FM

 
past
 
the
 
Coffee
 
Shop
 
and
 
I
 
bought
 
a
 
cappuccino

*
 
/

```

### Java
```
public
 
class
 
Testing
 
{

 
public
 
static
 
void
 
main
(
String
[]
 
args
)
 
{

 
// Създаваме два нови обекта от класовете Name и NameWrapper

 
Name
 
name
 
=
 
new
 
Name
();

 
NameWrapper
 
testWrapper
 
=
 
new
 
NameWrapper
(
name
);

 
/* Принтираме резултатът от методът getName()

 при двата обекта (оригиналният и "обвитият") */

 
System
.
out
.
println
(
name
.
getName
());

 
System
.
out
.
println
(
testWrapper
.
getName
());

 
}

 
// Създаваме клас наречен Name с два метода

 
public
 
static
 
class
 
Name
 
{

 
// Задаваме първоначална стойност на името

 
private
 
String
 
name
 
=
 
"Иван"
;

 
// Метод, който ни дава възможността да променим името (неговата стойност)

 
public
 
void
 
setName
(
String
 
name
)
 
{

 
this
.
name
 
=
 
name
;

 
}

 
// Метод, даващ ни името (неговата стойност)

 
public
 
String
 
getName
()
 
{

 
return
 
name
;

 
}

 
}

 
/* Създаваме клас наречен NameWrapper, който "обвива" класът Name

 и му придава нови функции */

 
public
 
static
 
class
 
NameWrapper
 
extends
 
Name
 
{

 
// Създаваме променлива от тип Name

 
private
 
Name
 
name
;

 
/* В нашия конструктор задаваме стойността на променливата ни name

 да е същата като на обектът който

 сме дали като параметър на конструкторът*/

 
public
 
NameWrapper
(
Name
 
name1
)
 
{

 
this
.
name
 
=
 
name1
;

 
}

 
/* Пренаписваме методът от клас Name за да можем да ползваме

 неговите функции от нашия NameWrapper клас */

 
@Override

 
public
 
void
 
setName
(
String
 
name
)
 
{

 
this
.
name
.
setName
(
name
);

 
}

 
/* Пренаписваме методът от клас Name

 и му добавяме допълнителна функционалност */

 
@Override

 
public
 
String
 
getName
()
 
{

 
// Добавяме допълнителен текст

 
return
 
"Името е: "
 
+
 
name
.
getName
()
 
+
 
"."
;

 
}

 
}

}

/*
 
Резултатът
 
изписан
 
на
 
конзолата
 
след
 
изпълнението
 
на
 
програмата
:

При
 
оригиналния
 
обект
:
 
Иван

При
 
"обвитият"
 
обект
:
 
Името
 
е
:
 
Иван
.

*
 
/

```

### PHP
Когато трябва да добавим уникални особености към даден клас, една добра алтернатива на наследяването е да използваме декоратор. Следващият пример обяснява какви са предимствата на втория подход.
Ето клас, който генерира съдържание за имейл. В долния блок ясно се вижда, че за генериране на стандартни съобщения, класът ще функционира добре.
```
class
 
eMailBody
 
{

 
private
 
$header
 
=
 
'This is email header'
;

 
private
 
$footer
 
=
 
'This is email Footer'
;

 
public
 
$body
 
=
 
''
;

 
public
 
function
 
loadBody
()
 
{

 
$this
->
body
 
.=
 
"This is Main Email body.<br />"
;

 
}

}

```

Да приемем, че идва Коледа и искаме да изпратим поздравително съобщение на някого. За целта една опция е директно да променим горния клас, което не искаме да правим, защото той работи добре. Може да постигнем същия ефект с наследяване. За целта създаваме дъщерен клас, който добавя допълнителното съдържание:
```
class
 
christmasEmail
 
extends
 
eMailBody
 
{

 
public
 
function
 
loadBody
()
 
{

 
parent
::
loadBody
();

 
$this
->
body
 
.=
 
"Added Content for Xmas<br />"
;

 
}

}

$christmasEmail
 
=
 
new
 
christmasEmail
();

$christmasEmail
->
loadBody
();

echo
 
$christmasEmail
->
body
;

```

Готови сме с новия код, но няколко дни по-късно идва Нова Година и на нас ни трябва още един дъщерен клас.
```
class
 
newYearEmail
 
extends
 
eMailBody
 
{

 
public
 
function
 
loadBody
()
 
{

 
parent
::
loadBody
();

 
$this
->
body
 
.=
 
"Added Content for New Year<br />"
;

 
}

}

$newYearEmail
 
=
 
new
 
newYearEmail
();

$newYearEmail
->
loadBody
();

echo
 
$newYearEmail
->
body
;

```

Какво става, ако по някаква причина искаме да добавим двете модификации в един-единствен имейл. Целта може да се постигне лесно, но ще трябва да се добавят още редове ненужен код. За щастие има алтернатива, която в някои случаи е много по-подходяща от множественото наследяване. Ако трябва да се добавят още повече отличителни характеристики, нашият код ще стане твърде претрупан. В такива ситуации използваме декоратори.
Да започнем с прост интерфейс, който да се имплементира в основния клас.
```
interface
 
eMailBody
 
{

 
public
 
function
 
loadBody
();

}

```

Следващата стъпка е да добавим основния имейл клас, който ще използваме при всяко изпращане на съобщение.
```
class
 
eMail
 
implements
 
eMailBody
 
{

 
public
 
function
 
loadBody
()
 
{

 
echo
 
"This is Main Email body.<br />"
;

 
}

}

```

За да променяме нещо по горния клас, без да променяме него, създаваме клас-декоратор, който пази референция към class eMail. Дефинираме и един абстрактен метод, loadBody, чрез който ще променяме основния клас.
```
abstract
 
class
 
emailBodyDecorator
 
implements
 
eMailBody
 
{

 
protected
 
$emailBody
;

 
public
 
function
 
__construct
(
eMailBody
 
$emailBody
)
 
{

 
$this
->
emailBody
 
=
 
$emailBody
;

 
}

 
abstract
 
public
 
function
 
loadBody
();

}

```

Различните вариации се осъществяват чрез дъщерни класове-декоратори.
```
class
 
christmasEmailBody
 
extends
 
emailBodyDecorator
 
{

 
public
 
function
 
loadBody
()
 
{

 
echo
 
'This is Extra Content for Christmas<br />'
;

 
$this
->
emailBody
->
loadBody
();

 
}

}

class
 
newYearEmailBody
 
extends
 
emailBodyDecorator
 
{

 
public
 
function
 
loadBody
()
 
{

 
echo
 
'This is Extra Content for New Year.<br />'
;

 
$this
->
emailBody
->
loadBody
();

 
}

}

```

Как ще използваме всичко създадено до този момент.
```
/*

 * Обикновен мейл.

 */

$email
 
=
 
new
 
eMail
();

$email
->
loadBody
();

// Output

This
 
is
 
Main
 
Email
 
body
.

/*

 * Мейл с поздрав за Коледа

 */

$email
 
=
 
new
 
eMail
();

$email
 
=
 
new
 
christmasEmailBody
(
$email
);

$email
->
loadBody
();

// Output

This
 
is
 
Extra
 
Content
 
for
 
Christmas

This
 
is
 
Main
 
Email
 
body
.

/*

 * Мейл с поздравление за Нова Година.

 */

$email
 
=
 
new
 
eMail
();

$email
 
=
 
new
 
newYearEmailBody
(
$email
);

$email
->
loadBody
();

// Output

This
 
is
 
Extra
 
Content
 
for
 
New
 
Year
.

This
 
is
 
Main
 
Email
 
body
.

/*

 * Мейл с Коледен и Новогодишен поздрав

 */

$email
 
=
 
new
 
eMail
();

$email
 
=
 
new
 
christmasEmailBody
(
$email
);

$email
 
=
 
new
 
newYearEmailBody
(
$email
);

$email
->
loadBody
();

// Output

This
 
is
 
Extra
 
Content
 
for
 
New
 
Year
.

This
 
is
 
Extra
 
Content
 
for
 
Christmas

This
 
is
 
Main
 
Email
 
body
.

```

Ето как може да променяме функционалността на един клас, без да променяме самия него.